# Елфрик
Елфрик от Ейншам (на староанглийски: Ælfric of Eynsham) (Grammaticus, Граматикът) (ок. 955 – ок. 1010) е английски абат, както и съвършен и плодовит писател на староанглийски език на жития, проповеди, библейски коментари и др.

## Живот и творби
Елфрик е образован в бенедиктинската Стара манастирска църква в Уинчестър при св. Етелуолд, който е епископ там от 963 до 984 г. Етелуолд продължава традицията на Дънстан в неговото управление на абатството в Абингдън и в Уинчестър продължава енергичните си усилия. Той изглежда сам е участвал в работата по преподаването.
Елфрик без съмнение си спечелва репутация като учен в Уинчестър, тъй като, когато през 987 г. абатството Серн в Дорсет е завършено той е изпратен от епископ Алфег, наследникът на Етелуолд, по молба на главния благодетел на абатството еалдорман Етелмер да преподава на бенидиктинските монаси там. Датата 987 г. е една от малкото сигурни за живота на Елфрик, който тогава е свещеник. Етелмер и баща му Етелуеард са просветени покровители на учението и стават верни приятели на Елфрик.
В Серн и отчасти по желание на Етелуеард Елфрик планира двете си поредици проповеди, съставени от християнските отци и посветени на Сигерик, архиепископ на Кентърбъри (990 – 994). Латинското предисловие на първата поредица изброява някои от източниците на Елфрик, главен от които е Григорий Велики, но краткият списък, даден там, не изчерпва авторите, с които се консултирал. В предисловието на първия том той изказва съжаление, че с изключение на преводите на крал Алфред англичаните нямат начин да научат истинското учение на църквата, изложено от латинските отци. Професор Ърл  счита, че Елфрик е целял да поправи апокрифните и за съвременните идеи суеверни, Биклингски проповеди.
Първата серия от 40 проповеди е посветена на просто и пряко излагане на основните събития от християнската година; втората се занимава по-пълно с църковната доктрина и история. Елфрик отрича непорочното зачатие на Дева Мария , а в неговото учение за евхаристията в Канони и в Sermo de sacrificio in die pascae  се призовава от писателите на Протестантската реформация като доказателство, че ранните английски писатели не са поддържали католическото учение за транссубстанциацията.
Неговата Латинска граматика и речник са написани за неговите ученици след двете книги с проповеди. Трета серия от проповеди Животите на светците (агиография) датира от 996 – 997 г. Някои от проповедите във втората книга са написани в един вид ритмична, алитеративна проза, а в Животите на светците практиката е толкова разпространена, че проф. Скийт ги е подредил като стихове. 
По желание на Етелуеард той също започва перефразиране на части от Стария завет, но след протест, тъй като той вярва, че по-широкото му разпространение може да накара необразованите да вярват, че практиките на древните израилтяни все още са приемливи за християнството. Няма сигурно доказателство, че е останал в Серн. Предполага се, че тази част от живота си прекарва предимно в Уинчестър, но писанията му за покровителите от Серн и фактът, че пише своите Канони през 998 г. като пасторално писмо до Уулфсиг, епископ на Шербърн, епархията, в която е разположено абатството, позволяват предположението, че е продължил да живее там.
1005 г. е другата сигурна дата, която има за Елфрик, когато напуска Серн за новия манастир на благородника Етелмер в Ейншам, дълго пътуване от 85 мили навътре в острова по посока Оксфорд. Тук той изживява живота си като първи абат на Ейншам от 1005 г. до смъртта си. След повишението си пише Писмо до монасите от Ейншам, съкратен вариант на De consuetudine monachorum от Етелуолд, адаптиран към рудиментарните им идеи за монашеския живот; писмо до Уулфгеат от Илмандун; въведение в изучаването на Стария и Новия завет (около 1008, редактирано от William L'Isle през 1623); латинско житие на учителя си Етелуолд; пасторално писмо до Уулфстан, архиепископ на Йорк и епископ на Уорстър на латински и английски и английска версия на De Temporibus от Беда.
Colloquium, латински диалог, предназначен да служи на неговите учени като наръчник за разговор на латински, може да датира от времето му в Серн. Спокойно може да се предположи, че първоначалната му версия, увеличена по-късно от ученика му Елфрик Бата, е от Елфрик и представя какви са били собствените му дни като учен. Последното споменаване на абат Елфрик, вероятно Елфрик Граматикът е от завещание от 1010 г.
Елфрик е съвестен монах, който оставя внимателни инструкции към бъдещите писари да преписват творбите му с внимание, тъй като не желае учените, носещи спасение думи на творбите му да бъдат помрачени от включване на неортодоксални пасажи и писарски грешки. През вековете проповедите на Елфрик са заплашени от терора на викингските брадви и опасната баналност на човешката небрежност, когато те почти изчезват в Лондонския Котънски пожар, който прогаря или унищожава близо 1000 безценни древни творби през 18 век.
Елфрик е най-плодовитият писател на староанглийски. Основната му тема е божията милост. Той например пише „Любовта, която обича Бог не е безделна. Вместо това, тя е силна и винаги работи велики неща. А ако любовта не желае да работи, тогава не е любов. Любовта на бог трябва да бъде видяна в делата на нашите усти и умове и тела. Човек трябва да осъществи Божието слово с доброта.“ („For Pentecost Sunday“)
Той също отбелязва в „For the Sixth Day (Friday) in the Third Week of Lent“ и в „For the First Sunday After Pentecost“: „И трябва да се молим с истинска скромност, ако искаме нашият небесен Бог да ни чуе, тъй като Бог е този, който живее на високо място и при все това има грижа за дълбоко скромните долу и Бог е винаги близо до онези, които искрено го призовават в бедата си... Без скромност никой не може да благоденства в Бог.“
А в "Fifth Sunday After Pentecost” ни напомня: „Шефове, които не могат да позволят на тези, които работят под тях да познават любезността по време на този живот на труд никога самите не трябва да се наслаждават на лукс, защото лесно могат да бъдат любезни към работниците си всеки ден. И тогава биха имали любезност в душата си. Бог обича любезността.“
Съпоставете този лайтмотиф за Божията милост с рязкото проповедничество и гръмовните проповеди на архиепископ Уулфстан. Елфрик в никакъв случай не изразява популярното мнение от времето си. Неговите напредничави възгледи към жените (макар да не са 'модерни') и силната му позиция относно 'clǽnnes', чистотата, са по-крайни от други за времето си. Това несъмнено е свързано със службата му при монашеския реформатор св. Етелуолд в манастира в Уинчестър.